# Con... fusione
Con... fusione és una pel·lícula de comèdia italiana del 1980 dirigida i protagonitzada per Piero Natoli, que suposà el debut de la seva filla Carlota, que aleshores només tenia 8 anys.

## Argument
Piero, director de cinema i pare de Carlotta, una nena de 8 anys, està en crisi a causa de l'abandó de la seva dona que ja no vol saber res d'ell. Tot i el bon rendiment en el camp laboral, Piero troba diverses dificultats per tenir cura de Carlotta, que resulta que necessita atenció.
Conduït per la voluntat de Carlotta, Piero emprèn un viatge sense destinació per intentar distreure's dels seus problemes i durant el viatge es troba amb una autoestopista. La noia amb una natura errant arrossega Piero i Carlotta entre les destinacions més dispars i això provoca que la nena s'enganxi a la noia que la veu com una figura materna.
Piero, exasperat per les frustracions que es veu obligat a patir per Carlotta i la nena, fuig desesperat cap a Bolonya, fins quan s'adona que ha comès un gest precipitat. Recuperant els seus passos, Piero es reuneix amb la seva filla i la xicota, intentant oblidar per sempre la figura de l'esposa que sempre l'ha turmentat.

## Repartiment
- Carlotta Natoli... 	Carlotta
- Piero Natoli 	 ... 	Father
- Luisa Maneri 	 ... 	L'autoestopista
- Bruna Cealti

## Recepció
Fou projectada en la I edició de la Mostra de València.